# جیمز فلاوین
جیمز فلاوین (انگلیسی: James Flavin؛ ۱۴ مهٔ ۱۹۰۶ – ۲۳ آوریل ۱۹۷۶) یک هنرپیشه اهل ایالات متحده آمریکا بود.

## فیلم‌شناسی
- کینگ کونگ
- لنگرها را بکشید
- نمی‌توانی این را با خودت ببری
- خوشه‌های خشم
- تلاش واپسین
- باد وحشی است
- لورا
- میلدرد پیرس
- پائیز قبیله شاین
- پرواز آزمایشی
- وسوسه باشکوه
- بهشت می‌تواند صبر کند
- دنیای دیوانه، دیوانه، دیوانه، دیوانه
- نیروی هوایی
- بوکانیر
- کارکنان
- گروه رگتایم الکساندر
- آقای رابرتس
- ماجرای مرموز و پرالتهاب
- جسی جیمز
- در کمال خونسردی
- نوت راکنی آمریکایی
- مرد من گادفری
- پست هوایی
- خشم صحرا
- عنکبوت
- تگزاس

## مرگ
فلاوین در ۲۳ آوریل ۱۹۷۶ در مرکز پزشکی Cedars-Sinai در لس آنجلس، کالیفرنیا، پس از یک حمله قلبی درگذشت.